# 洛根都會區
洛根都會區（英語：Logan metropolitan area），美国人口调查局定義為洛根都會統計區（Logan Metropolitan Statistical Area），為涵蓋犹他州卡什縣與爱达荷州富蘭克林縣等兩個縣份的都會區，核心城市為洛根。根據2010年美國人口普查，此都會區內的人口有125,442人（2014年7月1日估計有131,364人）。

## 都會區範圍

### 縣份
- 卡什縣（猶他州）
- 富蘭克林縣（愛達荷州）

### 聚居地
| 猶他州 - 阿玛咖 - 埃文（普查规定居民点） - 本森（人口普查指定地區） - 卡什章克申（人口普查指定地區） - 克拉克斯顿 - 康沃尔 - 科夫（人口普查指定地區） - 海德公园 - 海仑 - 刘易斯顿 - 洛根（核心城市） - 门敦 | - 米尔维尔 - 牛顿 - 尼布利 - 北洛根 - 天堂 - 彼得斯伯勒（人口普查指定地區） - 普罗维登斯 - 里士满 - 河高地 - 史密斯菲尔德 - 特伦顿 - 韦尔斯维尔 | 愛達荷州 - 克利夫頓 - 代頓 - 富蘭克林 - 牛津 - 普雷斯頓 - 韋斯頓 - 惠特尼（非建制地區） |

## 人口統計
根據2000年美國人口普查，此都會統計區人口有102,720人，住房計31,019戶，家庭計23,889個。在此區中，92.54%的居民為白人，0.35%的居民為非裔美國人，0.55%的居民為美國原住民，1.78%的居民為亞裔美國人，0.18%的居民為太平洋島裔美國人，3.32%的居民為其他種族，1.27%的居民為混血種族。此外有6.21%的居民為西班牙裔或拉丁裔美國人。
此都市統計區每戶平均收入37,896美元，每個家庭平均收入42,319美元。男性平均收入31,234美元；女性平均收入21,078美元。整體人均收入14,398美元。